# Instituto Social de la Marina
Instituto Social de la Marina (ISM) jest organem państwa, którego zadaniem jest zarządzanie ubezpieczeniami społecznymi pracowników sektora morskiego w Hiszpanii. ISM podlega pod Ministerio de Inclusión, Seguridad Social y Migraciones.
ISM pobiera składki ubezpieczenia społecznego z sektora morskiego we współpracy z Tesorería General de la Seguridad Social (TGSS). Świadczy pomoc zdrowotną i szpitalną pracownikom morza w placówkach własnych. Zajmuje się opieką zdrowotną nad pracownikami sektora morskiego i wystawia świadectwa zdrowia marynarzy
Prowadzi również szkolenie zawodowe dla pracowników sektora morskiego zgodnie z wytycznymi Secretaría General de Pesca i General de la Marina Mercante.